# Шанек (Ерак)
Шанек (перс. شانق) — село в Ірані, у дегестані Мошкабад, в Центральному бахші, шахрестані Ерак остану Марказі. За даними перепису 2006 року, його населення становило 242 особи, що проживали у складі 60 сімей.

## Клімат
Середня річна температура становить 13,75°C, середня максимальна – 32,28°C, а середня мінімальна – -8,18°C. Середня річна кількість опадів – 167 мм.
| Клімат поселення                              | Клімат поселення | Клімат поселення | Клімат поселення | Клімат поселення | Клімат поселення | Клімат поселення | Клімат поселення | Клімат поселення | Клімат поселення | Клімат поселення | Клімат поселення | Клімат поселення | Клімат поселення |
| Показник                                      | Січ.             | Лют.             | Бер.             | Квіт.            | Трав.            | Черв.            | Лип.             | Серп.            | Вер.             | Жовт.            | Лист.            | Груд.            |                  |
| Середній максимум, °C                         | 9,68             | 11,74            | 16,54            | 22,54            | 26,89            | 30,93            | 32,28            | 31,58            | 27,74            | 21,70            | 15,55            | 9,56             |                  |
| Середня температура, °C                       | 0,74             | 2,82             | 7,62             | 13,62            | 17,96            | 22,01            | 25,93            | 25,23            | 21,38            | 15,34            | 9,20             | 3,21             |                  |
| Середній мінімум, °C                          | −8,18            | −6,11            | −1,31            | 4,68             | 9,04             | 13,07            | 19,56            | 18,87            | 15,02            | 8,99             | 2,84             | −3,15            |                  |
| Норма опадів, мм                              | 28               | 27               | 33               | 21               | 14               | 2                | 1                | 1                | 0                | 6                | 14               | 20               |                  |
| Середньомісячна швидкість вітру, м/с          | 1.27             | 1.90             | 2.62             | 2.83             | 2.61             | 2.51             | 2.38             | 2.20             | 2.08             | 2.08             | 1.42             | 1.24             |                  |
| Середньомісячна сонячна радіація, кДж/м²·день | 9990             | 13195            | 15750            | 19066            | 22751            | 26540            | 25843            | 24529            | 21464            | 16176            | 11768            | 9628             |                  |
| --------------------------------------------- | ---------------- | ---------------- | ---------------- | ---------------- | ---------------- | ---------------- | ---------------- | ---------------- | ---------------- | ---------------- | ---------------- | ---------------- | ---------------- |
| Джерело:                                      |                  |                  |                  |                  |                  |                  |                  |                  |                  |                  |                  |                  |                  |